# Maud van der Meer
Maud van der Meer (Eindhoven, 20 mei 1992) is een Nederlandse zwemster. Van der Meer is lid van het Nationaal Zweminstituut Eindhoven.

## Carrière
In 2007 en 2008 nam Van der Meer deel aan de Europese jeugdkampioenschappen zwemmen in respectievelijk Antwerpen en Belgrado, met als beste resultaat een dertiende plaats op de 50 meter vrije slag in 2008.
Ze behaalde haar eerste NK-medailles op de Open Nederlandse kampioenschappen kortebaanzwemmen 2010 in Amsterdam, brons op de 50 meter vrije slag en zilver op de 100 meter vrije slag.
Tijdens de Swim Cup Eindhoven 2011 kwalificeerde Van der Meer zich voor de wereldkampioenschappen zwemmen 2011 als lid van de estafetteploeg op de 4x100 meter vrije slag. Op de Open Nederlandse kampioenschappen zwemmen juni 2011 veroverde ze, op de 100 meter vrije slag, haar eerste nationale titel. In Shanghai zwom ze samen met Marleen Veldhuis, Ranomi Kromowidjojo en Femke Heemskerk in de series van de 4x100 meter vrije slag, in de finale veroverden Kromowidjojo, Veldhuis en Heemskerk samen met Inge Dekker de wereldtitel. Voor haar aandeel in de series werd Van der Meer beloond met de gouden medaille. Op de 4x100 meter wisselslag werd ze samen met Femke Heemskerk, Moniek Nijhuis en Inge Dekker uitgeschakeld in de series. Op de Europese kampioenschappen kortebaanzwemmen 2011 in Szczecin strandde ze in de halve finales van zowel de 50 als de 100 meter vrije slag en in de series van de 200 meter vrije slag. Samen met Tamara van Vliet, Ilse Kraaijeveld en Rieneke Terink eindigde ze als vierde op de 4x50 meter vrije slag.

## Resultaten

### Internationale toernooien
| Jaar | Olympische Spelen                                      | WK langebaan                                                                  | WK kortebaan                         | EK langebaan                                  | EK kortebaan                                                                   |
| ---- | ------------------------------------------------------ | ----------------------------------------------------------------------------- | ------------------------------------ | --------------------------------------------- | ------------------------------------------------------------------------------ |
| 2011 |                                                        | 4x100m vrije slag · Van der Meer zwom enkel de series · 11e 4x100m wisselslag |                                      |                                               | 16e 50m vrije slag 12e 100m vrije slag 20e 200m vrije slag 4e 4x50m vrije slag |
| 2014 |                                                        |                                                                               | 4x50m vrije slag · 4x100m vrije slag | 4x100m vrije slag                             |                                                                                |
| 2015 |                                                        | 4x100m vrije slag                                                             |                                      |                                               | geen deelname                                                                  |
| 2016 | 4e 4x100m vrije slag Van der Meer zwom enkel de series |                                                                               |                                      | 4x100m vrije slag · 4x100m vrije slag gemengd |                                                                                |
| 2017 |                                                        | 4x100m vrije slag · 16e 100m vrije slag                                       |                                      |                                               |                                                                                |

### Nederlandse kampioenschappen zwemmen
| Jaar | NK Langebaan                                                                                   | NK kortebaan                                                                |
| ---- | ---------------------------------------------------------------------------------------------- | --------------------------------------------------------------------------- |
| 2006 | geen deelname                                                                                  | 9e 50m vrije slag 15e 100m vrije slag                                       |
| 2007 | 14e 50m vrije slag 34e 100m vrije slag 28e 200m vrije slag 31e 50m rugslag 44e 200m wisselslag | 8e 50m vrije slag 8e 100m vrije slag 30e 200m vrije slag                    |
| 2008 | 7e 50m vrije slag 12e 100m vrije slag 22e 200m vrije slag 33e 200m wisselslag                  | 6e 50m vrije slag 5e 100m vrije slag 17e 200m vrije slag 9e 50m vlinderslag |
| 2009 | 7e 50m vrije slag 8e 100m vrije slag 18e 50m rugslag 11e 100m vlinderslag                      | 4e 50m vrije slag 6e 100m vrije slag 19e 200m vrije slag                    |
| 2010 | 9e 50m vrije slag 5e 100m vrije slag                                                           | 50m vrije slag · 100m vrije slag · 5e 200m vrije slag                       |
| 2011 | 50m vrije slag · 100m vrije slag                                                               | 10e 50m vrije slag 8e 100m vrije slag                                       |

## Persoonlijke records
Bijgewerkt tot en met 10 april 2011

### Kortebaan
| Afstand         | Tijd  | Datum            | Plaats   |
| --------------- | ----- | ---------------- | -------- |
| 050m vrije slag | 25,19 | 11 december 2011 | Szczecin |
| 100m vrije slag | 53,94 | 8 december 2011  | Szczecin |

### Langebaan
| Afstand         | Tijd  | Datum         | Plaats    |
| --------------- | ----- | ------------- | --------- |
| 050m vrije slag | 25,41 | 10 april 2011 | Eindhoven |
| 100m vrije slag | 55,20 | 8 april 2011  | Eindhoven |